# هایک فیشر
هایک فیشر (انگلیسی: Heike Fischer؛ زادهٔ ۷ سپتامبر ۱۹۸۲) ورزشکار شیرجه اهل آلمان است.
وی در مسابقات کشوری و بین‌المللی در مجموع برندهٔ ۱ مدال برنز شده‌است.